# Meltem (film)
Pour plus de détails, voir Fiche technique et Distribution.
Meltem est un film dramatique franco-grec réalisé par Basile Doganis, sorti en 2019.

## Synopsis
Un an après la mort de sa mère, Elena, jeune Française d'origine grecque, retourne dans sa maison de vacances sur l’île de Lesbos. Elle est accompagnée de ses amis Nassim et Sekou, deux jeunes banlieusards plus habitués aux bancs de la cité qu’aux plages paradisiaques. Mais les vacances sont perturbées par la rencontre avec Elyas, jeune Syrien réfugié depuis peu sur l’île, qui fait basculer le destin d’Elena et de ses amis.

## Fiche technique
- Titre original : Meltem
- Réalisation : Basile Doganis
- Scénario : Basile Doganis et Fadette Drouard
- Décors : Olga Leontiadou
- Costumes : Alkistis Mamali
- Photographie : Konstantinos Koukoulios
- Montage : Riwanon Le Beller et Charlotte Butrak
- Musique : Kyriakos Kalaitzidis et Nicolas Gigou
- Producteur : Denis Carot, Marie Masmonteil et Fenia Cossovitsa
- Production : Elzévir Films et Blonde Audiovisual Productions
- Distribution : Jour2fête
- Pays d'origine :  France et  Grèce
- Genre : Drame
- Durée : 87 minutes
- Dates de sortie :
  -  France : 13 mars 2019

## Distribution
- Daphné Patakia : Elena
- Rabah Nait Oufella
- Lamine Cissokho
- Karam Al Kafri
- Akis Sakellariou
- Féodor Atkine

## Accueil

### Critiques
Le film reçoit une note moyenne de 2.8 sur AlloCiné.
20 minutes dit « Dix ans après « Welcome » de Philippe Lioret, Basile Doganis redonne un souffle humain au sujet des migrants dans « Meltem » ». Les Fiches du cinéma dénote quelques défauts « Entre drame et comédie, ce récit initiatique embrasse, non sans quelques impairs, une multitude de thèmes avec justesse et rugosité ».